# Palomar Sky Survey
Il Palomar Sky Survey, il cui nome completo è "National Geographic Society – Palomar Observatory Sky Survey" (NGS-POSS), è un catalogo fotografico del cielo notturno realizzato dall'Osservatorio di Monte Palomar tra il 1948 e il 1958, usando il telescopio Schmidt "Samuel Oschin" da 1,22 metri di diametro dell'osservatorio.

## Storia

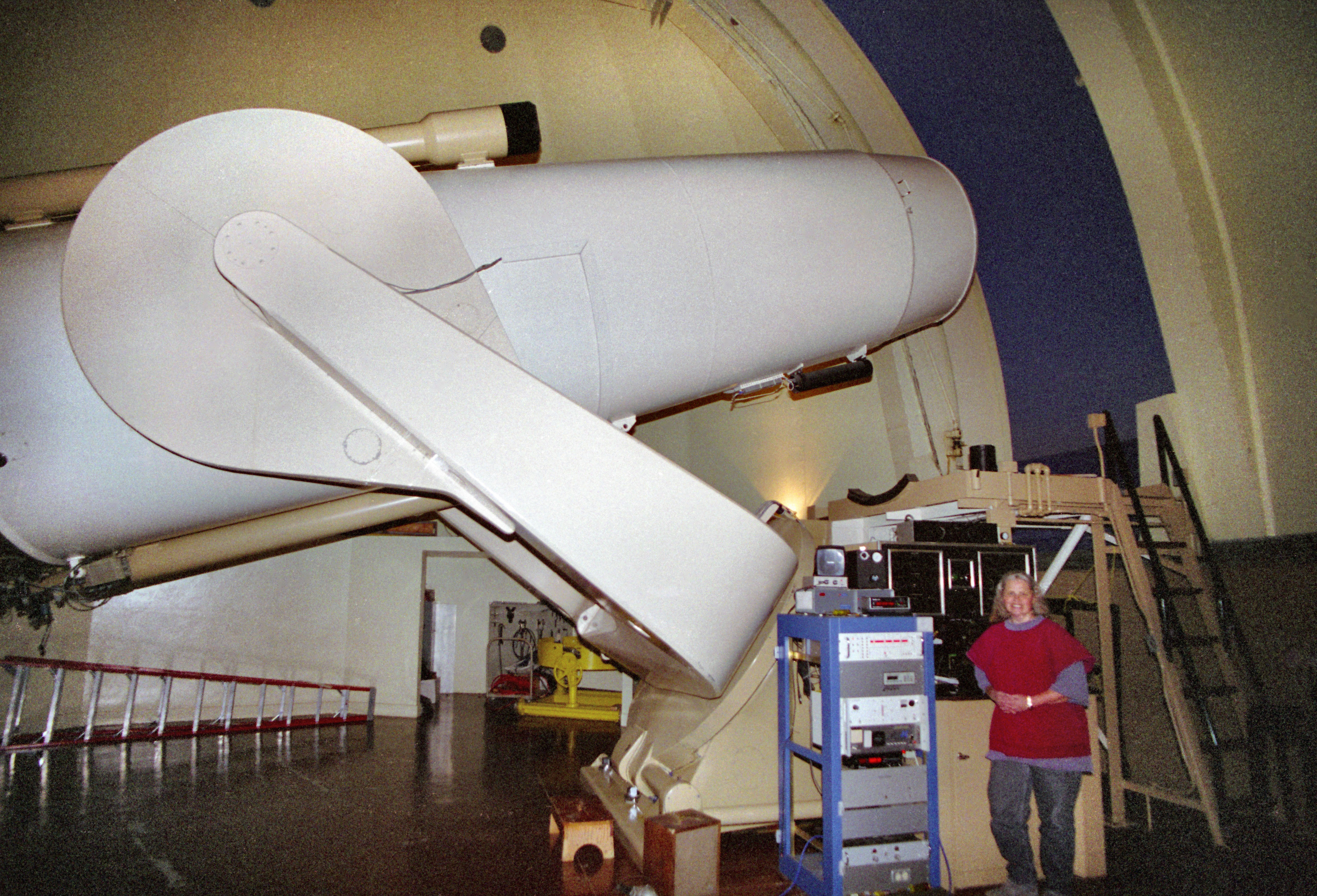
Il telescopio Schmidt da 1,22 m di diametro dell'osservatorio di Monte Palomar.

Il progetto nacque da un finanziamento concesso dalla National Geographic Society al California Institute of Technology, ed iniziò con l'esposizione delle prime lastre in novembre 1948. Furono utilizzate lastre fotografiche da 14 pollici, coprenti una porzione di cielo di 6 ° per 6°. Ogni inquadratura venne fotografata usando sia pellicole sensibili al rosso che pellicole sensibili al blu, in modo che i colori originali degli astri venissero meglio registrati. Inizialmente era previsto di fotografare una porzione della volta celesta compresa tra il polo nord astronomico e la latitudine di - 27°, ma poi si estese la copertura fino a circa 34° sud.
I risultati del lavoro furono pubblicati nel 1958 in una collezione di 1872 stampe fotografiche, ciascuna di formato 14"x14". Le fotografie rendevano visibili oggetti celesti fino alla magnitudine apparente 22, permettendo agli astronomi di tutto il mondo di fare innumerevoli studi su di essi.
Nel 1962 la Whiteoak Extension estese la copertura della volta celeste fino alla latitudine di  - 42°, portando il numero delle fotografie a 1972.
Nei primi anni '70 fu fatta una ristampa di tutte le fotografie nel formato 14"x17".
Nel 1986 iniziò un lavoro di scannerizzazione delle fotografie per crearne una versione digitale. Il lavoro terminò nel 1994 e fu reso disponibile sotto forma di 102 CD-ROM.
Nel 2001 fu reso disponibile su internet un catalogo, facente parte del progetto "Minnesota Automated Plate Scanner", comprendente oltre 89 milioni di oggetti celesti provenienti dal catalogo NGS-POSS. Il catalogo è stato anche messo in vendita su quattro DVD-ROM.